# 棒棒鶏

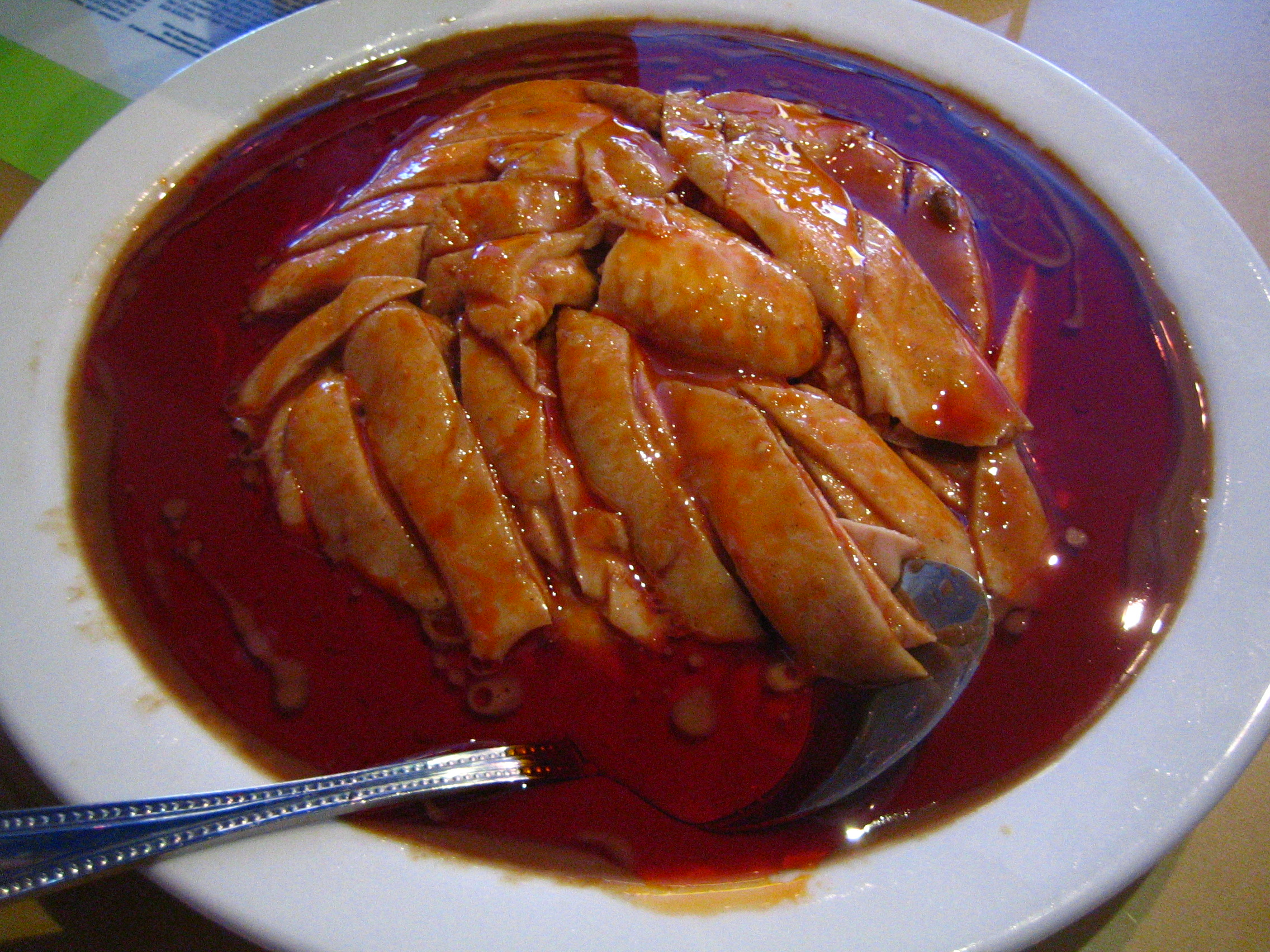
中国の棒棒鶏

棒棒鶏（バンバンジー、繁体字: 棒棒雞、簡体字: 棒棒鸡、拼音: bàngbàngjī）は、四川料理の冷菜である。蒸し鶏に四川ソース、怪味ソースをかけた料理である。類似料理のよだれ鶏とは切り方が異なる。尚、日本では味付けに芝麻醤などゴマ由来のソースを用いることが多い。嘉定棒棒鶏、楽山棒棒鶏とも呼ばれる。

## 概要
焼いた鶏肉を棒で叩いて柔らかくしたことから、「棒」の漢字が使われたと言われている。元々の作り方では鶏肉を手で細かく裂いていた。包丁で切り分ける料理法もある。2018年時点では、四川省成都市において鶏肉を棒で打って柔らかくした棒棒鶏を提供する店舗はほぼ皆無である。
中国では鶏肉のみで他の具を加えないのが一般的である。味付けも四川料理らしく唐辛子の辛味を利かせた料理である。

## 歴史
発祥は現在の四川省眉山市青神県漢陽鎮、または楽山市（嘉定府）とされる。
発祥にはいくつかの説がある。茹でて、あるいは蒸すことで水分が抜けて固くなった鶏肉を棒で叩いて柔らかくしたのが由来として知られている。
- 清朝後期、四川省嘉州のとある家庭で、客人に冷菜を出す為に丸鶏を茹でたところ、鶏の脚を縛っていた麻紐が締まってほどけなくなり、難儀する母親をみかねた息子が鶏を棒で叩いたところ、麻紐はともかく、肉が柔らかくなったことから[4]。
- 明、清の時代に、現在の四川省雅安市で美食を楽しむ人が料理を開発したが、当時の鶏肉は贅沢品であり、新年や祭日にだけ食べられる食材であった。そこで薄切りにして少量販売することにしたが、いざ切り分けてみると各肉片の大きさが不揃いとなり、客は大きな肉片のみ選んで購入する。これでは利益が出ないため、「棒」を基準として刻み、大きさを均等にした[1]。

## 日本での棒棒鶏

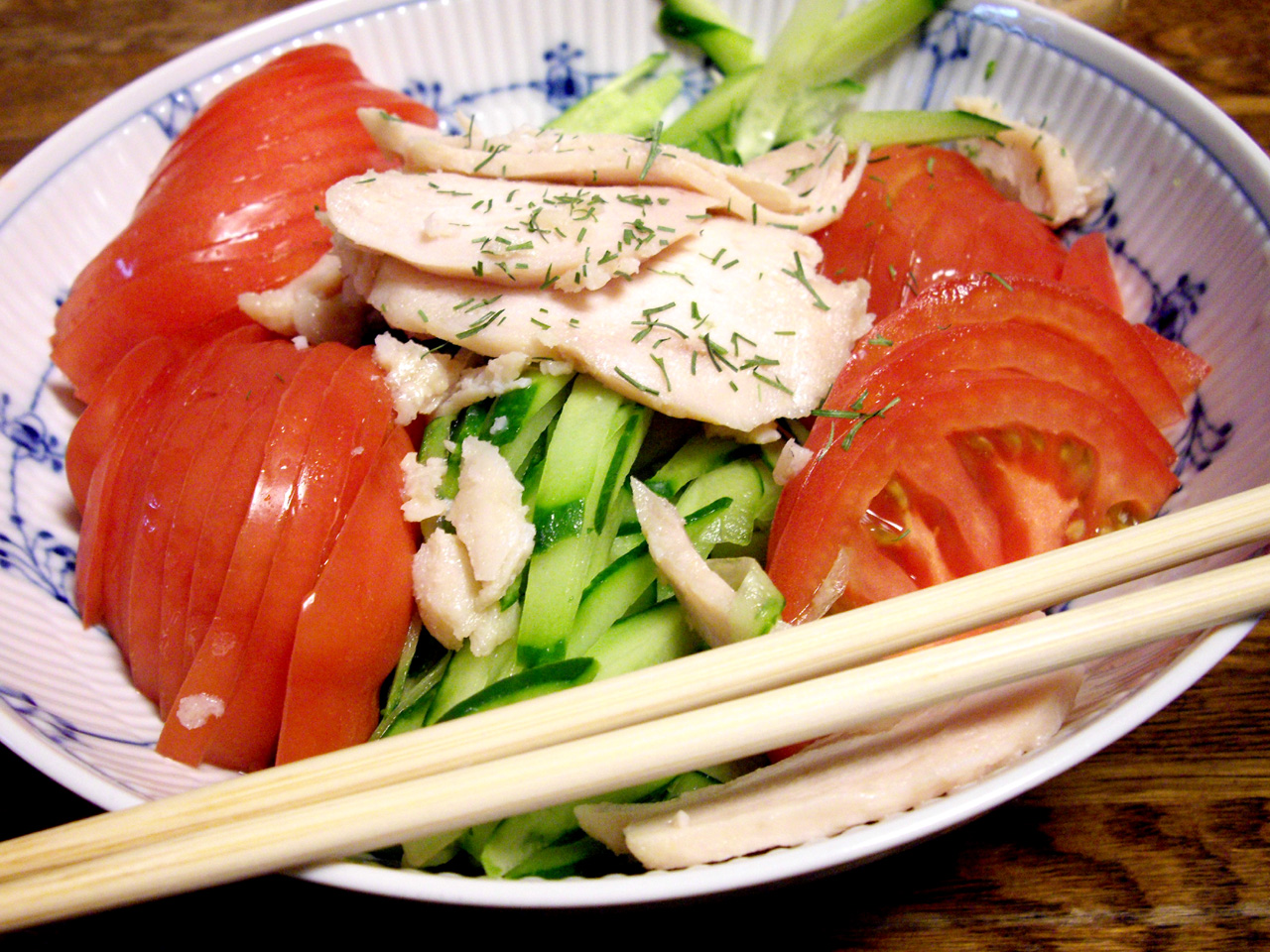
棒棒鶏

棒棒鶏が日本でポピュラーになったのは、麻婆豆腐やエビチリといった他の四川料理と同様、陳建民による功績が大きい。
かつての日本では大量のラー油や唐辛子などを用いた激辛料理は受け入れる素地ができていなかった。そのため、担担麺のように、日本人が食べやすいようにアレンジしていった結果、ゴマだれ風味に落ち着いたのではと推測されている。
クラゲやキュウリなど具を加えることもある。

## 関連項目

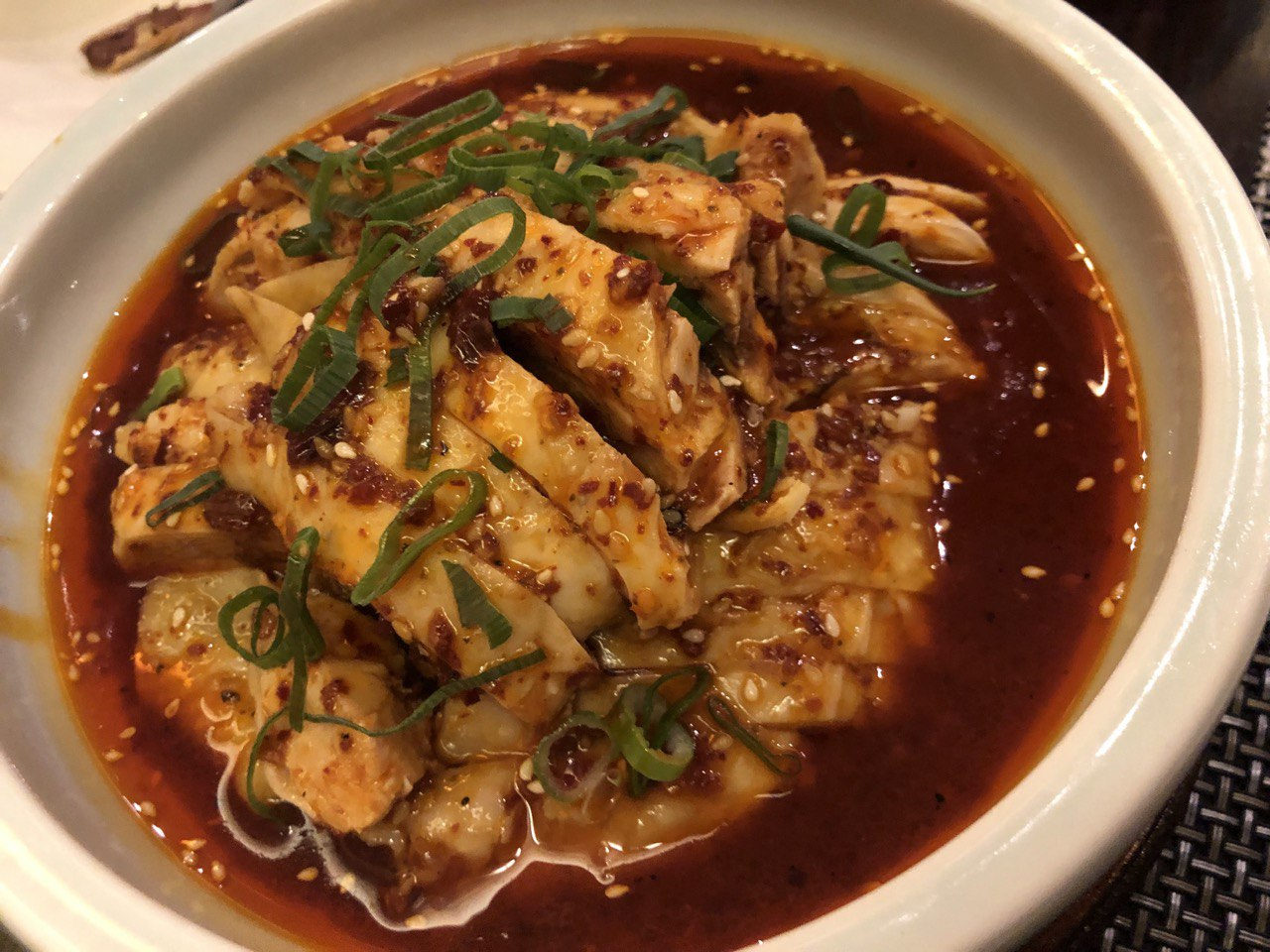
よだれ鶏